# Beech Mountain
Beech Mountain és una població dels Estats Units a l'estat de Carolina del Nord. Segons el cens del 2000 tenia 310 habitants.

## Demografia
Segons el cens del 2000, Beech Mountain tenia 310 habitants, 145 habitatges i 95 famílies. La densitat de població era de 18 habitants per km².
Dels 145 habitatges en un 15,9% hi vivien nens de menys de 18 anys, en un 59,3% hi vivien parelles casades, en un 2,8% dones solteres, i en un 33,8% no eren unitats familiars. En el 21,4% dels habitatges hi vivien persones soles el 9% de les quals corresponia a persones de 65 anys o més que vivien soles. El nombre mitjà de persones vivint en cada habitatge era de 2,14 i el nombre mitjà de persones que vivien en cada família era de 2,45.
Per edats la població es repartia de la següent manera: un 12,6% tenia menys de 18 anys, un 5,8% entre 18 i 24, un 24,8% entre 25 i 44, un 33,9% de 45 a 60 i un 22,9% 65 anys o més.
L'edat mediana era de 51 anys. Per cada 100 dones de 18 o més anys hi havia 106,9 homes.
La renda mediana per habitatge era de 47.500 $ i la renda mediana per família de 52.813 $. Els homes tenien una renda mediana de 32.031 $ mentre que les dones 22.000 $. La renda per capita de la població era de 26.799 $. Entorn del 2,8% de les famílies i el 8,5% de la població estaven per davall del llindar de pobresa.

## Poblacions més properes
El següent diagrama mostra les poblacions més properes.